# Винертс, Эдуардс
Эдуардс Винертс (латыш. Eduards Vīnerts; 16 августа 1899, Рига — 24 ноября 1981, Сан-Франциско) — латвийский скрипач и альтист.
В 1913 г. поступил в Видземскую народную консерваторию, получив стипендию для обучения от Августа Домбровского, но вынужден был прервать обучение из-за Первой мировой войны. Вернулся к учёбе в 1917 году, с 1919 года студент Латвийской консерватории по классу Эдмондо Лучини, после смерти которого занимался под руководством Адольфа Меца. Окончил курс в 1927 году.
В 1919—1923 гг. играл в оркестре Латвийской национальной оперы, с 1926 г. — в Симфоническом оркестре Латвийского радио, с 1928 г. вице-концертмейстер, в начале 1940-х гг. концертмейстер. С 1925 г. альтист Латвийского струнного квартета (примариус Арвидс Норитис), одновременно в 1927—1928 гг. вторая скрипка струнного квартета Латвийской консерватории. С 1925 г. преподавал в Первом рижском музыкальном институте, с 1927 г. в Рижской народной консерватории.
В конце 1944 г. перед наступлением советских войск бежал в Германию. В 1945 г. вместе с другими музыкантами-беженцами — Норитисом, Волдемаром Рушевицем и Атисом Тейхманисом — восстановил Латвийский струнный квартет, в составе которого в последующие годы дал около 450 концертов в разных странах Европы. С 1949 г. в США, жил и работал в Калифорнии, играл в составе Латышского фортепианного трио (фортепиано Хуго Штраус, виолончель Арвидс Циеминьш).
Жена — Мирдза Винерте (урождённая Плаке; 1901—1986), вокальный педагог, дочь филолога Юриса Плакиса.